# Condado de San Benito
El condado de San Benito (en inglés: San Benito County) es uno de los 58 condados del estado de California, en Estados Unidos. La sede del condado y mayor ciudad es Hollister. El condado posee un área de 3602 km² (de los cuales 4 km² están cubiertos de agua), una población de 53 234 habitantes, y la densidad de población es de 15 hab./km² (según el censo nacional de 2000). Este condado fue fundado en 1874.

## Geografía
Según la Oficina del Censo, el condado tiene un área total de 3602,7 km² (1391,0 mi²), de la cual 3597,5 km² (1389,0 mi²) es tierra y 5,2 km² (2 mi²) (0.12%) es agua. A menudo el condado es considerado parte del Área de la Bahía de San Francisco, pero en realidad forma más parte del Área de la Bahía de Monterrey.

### Condados adyacentes
- Condado de Santa Clara (norte & noreste)
- Condado de Merced (noreste)
- Condado de Fresno (este & sureste)
- Condado de Monterrey (suroeste & oeste)
- Condado de Santa Cruz (noroeste)

### Localidades

#### Ciudades
Hollister |
San Juan Bautista 

#### Lugares designados por el censo
Aromas† |
Ridgemark |
Tres Pinos 

#### Áreas no incorporadas
New Idria |
Paicines |
Panoche 

## Demografía
En el censo de 2000, había 53 234 personas, 15 885 hogares y 12 898 familias residiendo en el condado. La densidad poblacional era de 15 personas por km². En el 2000 había 16 499 unidades habitacionales en una densidad de 5 por km². La demografía del condado era de 65.17% blancos, 1.08% afroamericanos, 1.16% amerindios, 2.40% asiáticos, 0.19% isleños del Pacífico, 24.87% de otras razas y 5.40% de dos o más razas. 47.93% de la población era de origen hispano o latino de cualquier raza.
En el 2008 la renta per cápita promedia del condado era de $72 228, y el ingreso promedio para una familia era de $79 558. En 2000 los hombres tenían un ingreso per cápita de $44 158 versus $29 524 para las mujeres. El ingreso per cápita para el condado era de $27 012. Alrededor del 10.0% de la población estaba bajo el umbral de pobreza nacional.

## Transporte

### Principales autopistas
- U.S. Route 101
- Ruta Estatal 25
- Ruta Estatal 129
- Ruta Estatal 146
- Ruta Estatal 156